# Just a Little Bit
Just a Little Bit is een single van Mutya Buena. Het is de derde single van haar soloalbum Real Girl en werd uitgegeven in 2007.

## Tracklist en formaat
- Promo CD

1. Just a Little Bit (Radio Edit)
2. Just a Little Bit (Album Version)

- Enchanced Maxi CD1

1. Just a Little Bit (Radio Edit)
2. Just a Little Bit (Kardinal Beats Remix)
3. Just a Little Bit (Vito Benito Remix)
4. Just a Little Bit (Video)

- 12" vinyl

1. Just a Little Bit (Delio Decruz Mix) (5:52)
2. Just a Little Bit (Vito Benito Remix) (8:32)
3. Just a Little Bit (Kardinal Beats Remix) (3:22)
4. Just a Little Bit (Goldie Locks Remix) (3:24)
5. Just a Little Bit (Original Mix) (3:17)

- België download

1. Just a Little Bit (Radio Edit) (3:14)